# Victor Pițurcă
Victor Pițurcă (n. 8 mai 1956, Orodel, România) este un fost fotbalist, și este un antrenor liber de contract. Ultima oară, a antrenat clubul Universitatea Craiova. Ca fotbalist, și-a petrecut mare parte din carieră la echipa Steaua București. A mai fost de trei ori selecționer al naționalei României, reușind să califice echipa la Campionatul European de Fotbal din 2000 și la cel din 2008.
În martie 2008 a fost decorat cu Ordinul „Meritul Sportiv” Clasa a II-a pentru câștigarea Cupei Campionilor Europeni din sezonul 1985-1986.

## Date personale
Victor Pițurcă s-a născut pe 8 mai 1956, în comuna Orodel, Dolj. Și-a făcut junioratul la Universitatea Craiova, între 1970-1974, arătându-și talentul înnăscut și determinarea pe teren care l-au adus în lotul de seniori al Universității în 1975.
Acesta are trei copii: Alexandru Pițurcă, Claudia Naboiu și Enache Dimitris.

## Cariera de jucător
Pițurcă făcea inițial parte din lotul echipei Viitorul Scornicești fiind apoi transferat la marea echipă a Stelei, care în 1986 câștiga Cupa Campionilor Europeni, în premieră pentru un club din Estul Europei. A câștigat de asemenea Supercupa Europei cu Steaua, după un meci din 1987 cu Dinamo Kiev.
În sezonul 1987-1988, Victor Pițurcă a marcat 34 de goluri în Campionatul României și a câștigat trofeul „Gheata de Bronz” a Europei, fiind devansat de către turcul Tanju Çolak (Galatasaray Istanbul) - 39 de goluri, și de danezul John Eriksen (Servette Geneva) - 36 goluri.

## Goluri pentru națională
| # | Data             | Stadion                                 | Adversar | Scor | Rezultat | Competiția               |
| - | ---------------- | --------------------------------------- | -------- | ---- | -------- | ------------------------ |
| 1 | 4 iunie 1986     | Stadionul 23 August, București, România | Norvegia | 1–0  | 3–1      | Meci amical              |
| 2 | 4 iunie 1986     | Stadionul 23 August, București, România | Norvegia | 2–0  | 3–1      | Meci amical              |
| 3 | 8 octombrie 1986 | Ramat Gan Stadium, Israel               | Israel   | 1–1  | 4–2      | Meci amical              |
| 4 | 8 octombrie 1986 | Ramat Gan Stadium, Israel               | Israel   | 4–1  | 4–2      | Meci amical              |
| 5 | 25 martie 1987   | Stadionul Steaua, București, România    | Albania  | 1–0  | 5–1      | Preliminariile Euro 1988 |
| 6 | 29 aprilie 1987  | Stadionul Steaua, București, România    | Spania   | 1–0  | 3–1      | Preliminariile Euro 1988 |

## Cariera de antrenor

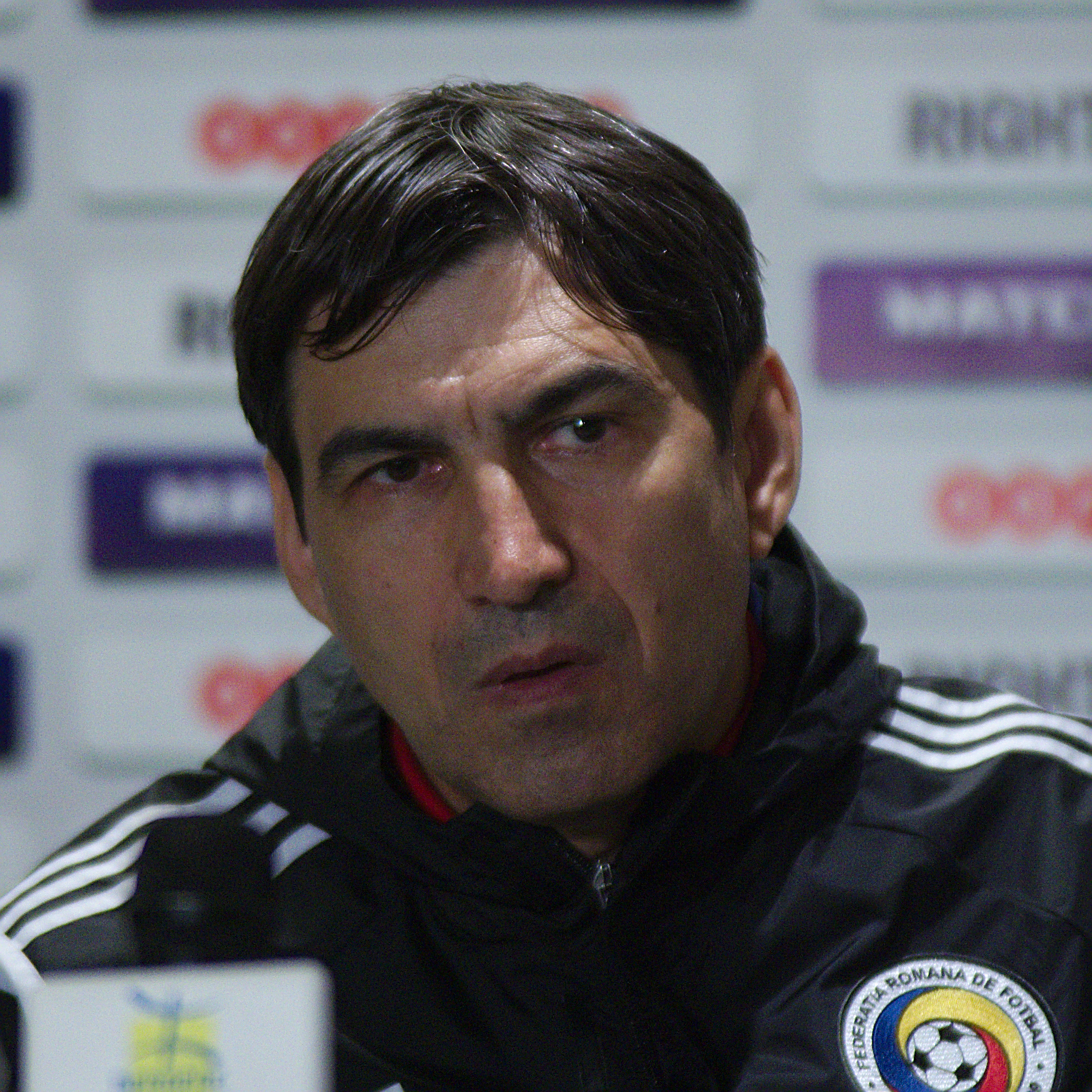
Victor Pițurcă

Ca antrenor, a pregătit FC Universitatea Craiova, cu care a obținut locul 2 în campionat, apoi echipa națională de tineret Under 22 a României, cu care a reușit calificarea la Campionatul European din România din 1998.
Numit selecționer al echipei naționale, a reușit calificarea la Campionatul European de fotbal din 2000, dar a fost demis în urma unui conflict cu unii jucători importanți ai naționalei, printre care Gheorghe Hagi.
După aceea, a pregătit Steaua București cu care a obținut un titlu național, în sezonul 2000-2001. Datorită unui conflict cu patronul clubului, George Becali, Pițurcă a demisionat în 2002. În 2004 a fost numit din nou selecționer al echipei naționale de fotbal a României, cu care a reușit calificarea la Campionatul European de fotbal din 2008 (la 8 ani de la ultima calificare a acesteia la un turneu final), după ce a condus naționala română la prima sa victorie din istorie într-un meci împotriva Țărilor de Jos. La turneul final Euro 2008, echipa antrenată de Pițurcă a făcut parte dintr-o grupă foarte puternică, pe care a terminat-o pe locul al treilea, după două egaluri cu Franța și Italia și o înfrângere în fața Țărilor de Jos.
Preliminariile Campionatului Mondial de fotbal din 2010 au început dezastruos pentru naționala condusă de Pițurcă, echipa suferind o înfrângere 0-3 cu Lituania, și reușind un egal cu Franța și o victorie la limită în Insulele Feroe. După ce primele două meciuri din primăvara lui 2009, contra Serbiei și Austriei s-au terminat și ele cu două înfrângeri, Pițurcă a fost demis la 9 aprilie 2009 de la echipa națională a României.
În iunie 2010, Pițurcă a revenit la Steaua, preluând funcția de manager general. A schimbat din temelii lotul Stelei, dar după un început fast de sezon, cu două victorii în două meciuri, un nou record personal, a demisionat din funcție.
La 26 august 2010, Pițurcă a acceptat postul de manager al clubului FC Universitatea Craiova. La 11 ianuarie 2011 a fost suspendat de către consiliul de administrație al echipei.
La 15 iunie 2011 a fost prezentat în funcția de selecționer al echipei naționale de fotbal a României la Casa Fotbalului. A fost a treia lui numire la națională. Contractul a intrat în vigoare pe 1 iulie 2011. La 16 octombrie 2014 Federația Română de Fotbal și Victor Pițurcă au reziliat de comun acord, contractul privind postul de selecționer al echipei naționale a României, ca imediat după aceasta Pițurcă să devină antrenorul clubul Ittihad FC, din Arabia Saudită, cu care a semnat un contract pe doi ani.

## Palmares

### Jucător
Divizia A:
 Campion (5): 1985, 1986, 1987, 1988, 1989
 Cupa României:
 Câștigător (4) : 1985, 1987, 1988, 1989
 Liga Campionilor :
 Câștigători (1) : 1985-86
 Finaliști (1): 1988-89
 Supercupa Europei:
 Câștigători (1) : 1986

### Antrenor

#### Steaua București
Divizia A:
 Campion (1): 2001
 Vicecampion: 1995, 2003, 2004
 Cupa României:
 Câștigător (1) : 1992
 Supercupa României:
 Câștigător (1) :2001

#### Ittihad FC
Liga Profesionistă din Arabia Saudită
 Locul 3: 2015-16
Locul 4: 2014-15

#### Individual
- Gazeta Sporturilor

Antrenorul anului în România: 2007

## Statistici antrenorat
La 14 octombrie 2014.
| Echipa                | Țara           | Început | Sfârșit | Rezultate                | Rezultate                | Rezultate                | Rezultate                | Rezultate  |
| Echipa                | Țara           | Început | Sfârșit | M                        | V                        | E                        | Î                        | Victorii % |
| --------------------- | -------------- | ------- | ------- | ------------------------ | ------------------------ | ------------------------ | ------------------------ | ---------- |
| Universitatea Craiova | România        | 1994    | 1995    | 34                       | 21                       | 5                        | 8                        | 61,76      |
| România               | România        | 1998    | 1999    | 16                       | 9                        | 6                        | 1                        | 56,25      |
| Steaua București      | România        | 2000    | 2002    | 60                       | 32                       | 14                       | 14                       | 53,33      |
| Steaua București      | România        | 2002    | 2004    | 52                       | 31                       | 15                       | 6                        | 59,62      |
| România               | România        | 2004    | 2009    | 46                       | 27                       | 7                        | 12                       | 58,7       |
| Steaua București      | România        | 2010    | 2010    | 2                        | 2                        | 0                        | 0                        | 1000       |
| Universitatea Craiova | România        | 2010    | 2010    | 16                       | 7                        | 3                        | 6                        | 43,75      |
| România               | România        | 2011    | 2014    | 36                       | 18                       | 10                       | 8                        | 50         |
| Alittihad FC          | Arabia Saudită | 2014    | -       | &&&&&&&&&&&&&&-1.1000000 | &&&&&&&&&&&&&&-1.1000000 | &&&&&&&&&&&&&&-1.1000000 | &&&&&&&&&&&&&&-1.1000000 | —          |
| Total                 | Total          | Total   | Total   | 262                      | 147                      | 60                       | 55                       | 56,11      |